# Mac App Store
Mac App Store és el nom amb què es coneix la botiga virtual d'Apple per a Mac, que permet a l'usuari comprar o descarregar gratuïtament Apps dissenyades per a Mac OS X.

## Història
La seva primera aparició va ser en la versió de l'OS X 10.6 Snow Leopard, per introduir la compra virtual de la llavors següent actualització major de l'OS X, la 10.7 "Lion". (Suprimint així els discs d'instal·lació i les capses)

## Posició dins d'Apple
La Mac App Store va entrar a formar a part de la gran família de botigues que gestiona iTunes s.à.r.l (una filial d'Apple). Amb aquesta ja són 4 les botigues virtuals que Apple ha obert : App Store, Mac App Store, iTunes Store, i iBookstore.

## Mountain Lion
En la versió 10.8 de Mac OS X, la Mac App Store va adquirir funcionalitat, ja que Apple va suprimir l'aplicació que fins ara actualitzava el Software, passant a ser l'apartat d'actualitzacions de l'App Store (inicialment reservat per a Apps) l'encarregat d'actualitzar el sistema.

## Funcionament
L'App Store de Mac funciona de la següent manera :
Dins de la finestra principal es troben diferents botons que condueixen cap a apartats diferents, l'apartat que apareix per defecte és : 

### Destacats
Apartat on es troben diferents tipus de classificacions d'Apps. A dalt de tot es troba una gran imatge que condueix cap a una app en concret o cap a una altra classificació d'Apps. Aquesta imatge va rotant mostrant altres apps. Aquestes apps acostumen a ser o bé apps acabades d'afegir, o bé apps catalogades com a Editor's Choice : Apps que, al passar pel procés de verificació i acceptació són classificades com a sorprenents o bé innovadores per part dels revisors d'Apple.

### Els Primers
Apartat basat en 3 classificacions o rànquings que es basa en les compres de l'audiència:
- Top pagades : El rànquing de les apps més baixades que tenen un preu de cost.
- Top gratuïtes : El rànquing de les apps més baixades que tenen un preu de cost nul (gratis).
- Top per ingressos : El rànquing de les apps que han produït o produeixen més ingressos a Apple (és evident que les apps que hi seran catalogades seran de pagament o bé gratuïtes però amb el sistema de compra intern de l'aplicació (In-app purchases) activat)

### Categories
Apartat basat en grans grups o classificacions, aquestes descriuen la funció, al mercat el qual va dirigit, el públic. Per exemple, podem trobar classificades les apps en apartats com a jocs, mèdiques, per negocis, utilitàries... Cal dir que, en algunes categories, com a jocs, dins d'ella es troba una altra llista, classificant el tipus de Jocs (Bèl·lics, de Simulació, d'Acció...)

### Comprat
Aquest apartat és de configuració obligatòria, és a dir, que requereix l'Apple ID amb la que compres per tal que funcioni, aquest apartat, està integrat amb iCloud per tal d'emmagatzemar les apps comprades o descarregades perquè si mai les vols instal·lar en altres Mac puguis. També quan instal·les o actualitzes una app es mostra una barra d'estat que es va emplenant i a sota d'aquesta, els GB o MB que ja estan instal·lats i el Total de GB o MB que conté l'App.